# Wahl zum Schwedischen Reichstag 1944
Die Wahl zur Zweiten Kammer des Schwedischen Reichstags 1944 fand am 17. September statt.

## Wahlergebnis
- SKP: 15
- S: 115
- B: 35
- FP: 26
- H: 39

| Partei                            | Partei                                      | Parteivorsitzender                | Stimmen            | Stimmen | Stimmen | Mandatsverteilung | Mandatsverteilung |
| Partei                            | Partei                                      | Parteivorsitzender                | Absolut            | %       | +− %    | Absolut           | +−                |
| --------------------------------- | ------------------------------------------- | --------------------------------- | ------------------ | ------- | ------- | ----------------- | ----------------- |
|                                   | Socialdemokraterna (Sozialdemokraten)       | Per Albin Hansson                 | 1.436.571          | 46,55   | −7,26   | 115               | −19               |
|                                   | Högerpartiet ((Rechts-)Konservative)        | Gösta Bagge                       | 488.921            | 15,84   | −2,19   | 39                | −3                |
|                                   | Bondeförbundet (Bauernpartei / agrarisch)   | Axel Pehrsson-Bramstorp           | 480.361            | 13,64   | +1,66   | 35                | +7                |
|                                   | Folkpartiet (Volkspartei / rechtsliberal)   | Gustaf Andersson                  | 398.293            | 12,91   | +0,94   | 26                | +3                |
|                                   | Sveriges kommunistika parti (kommunistisch) | Sven Linderot                     | 318.466            | 10,32   | +6,79   | 15                | +12               |
|                                   | andere Parteien                             | —                                 | 22.959             | 0,74    | +0,07   | —                 | —                 |
| gültige Stimmen / Sitze insgesamt | gültige Stimmen / Sitze insgesamt           | gültige Stimmen / Sitze insgesamt | 3.086.304          | 100,00  |         | 230               |                   |
| ungültige Stimmen                 | ungültige Stimmen                           | ungültige Stimmen                 | 12.799             |         |         |                   |                   |
| Stimmen insgesamt                 | Stimmen insgesamt                           | Stimmen insgesamt                 | 3.099.103 (71,9 %) |         |         |                   |                   |